# Húnaflói

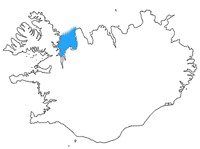
Húnaflói na Islândia.

Húnaflói.

Húnaflói é uma vasta baía no noroeste da Islândia, entre as penínsulas de Vestfirðir e Skagi. Tem cerca de 50 km de largura por 100 km de comprimento. As comunas de Blönduós e Skagaströnd situam-se a leste da baía. A baía também inclui o Húnafjörður.
Húnaflói faz a separação marítima entre as regiões da Islândia de Norðurland vestra, a leste, e Vestfirðir, a oeste.

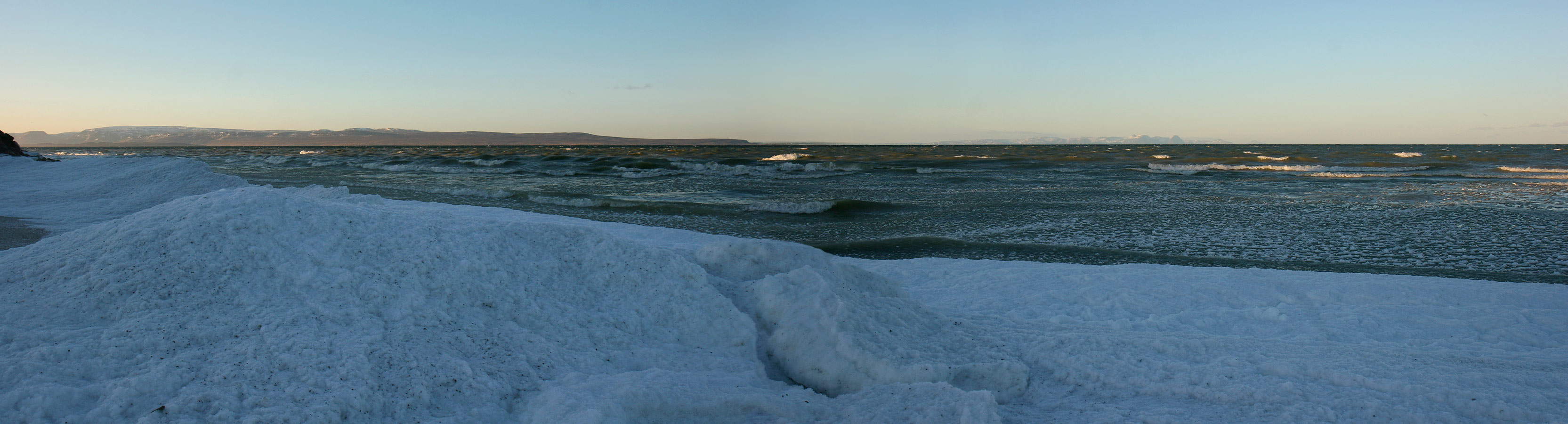
Panorama das dunas de gelo nos limites de Húnaflói, outono de 2007.